# Guerra asimmetrica

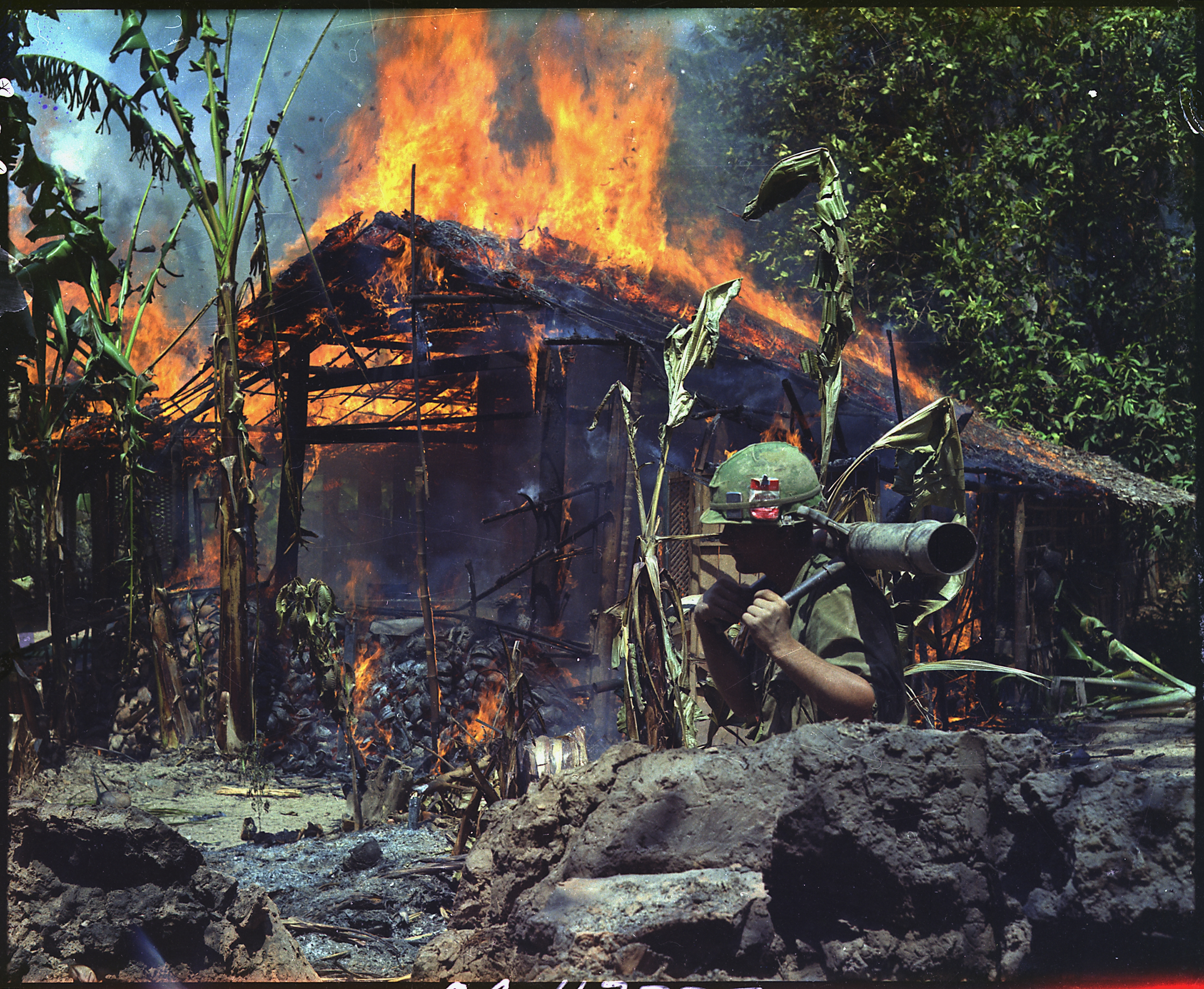
Un villaggio Viet Cong in fiamme a My Tho durante la guerra del Vietnam

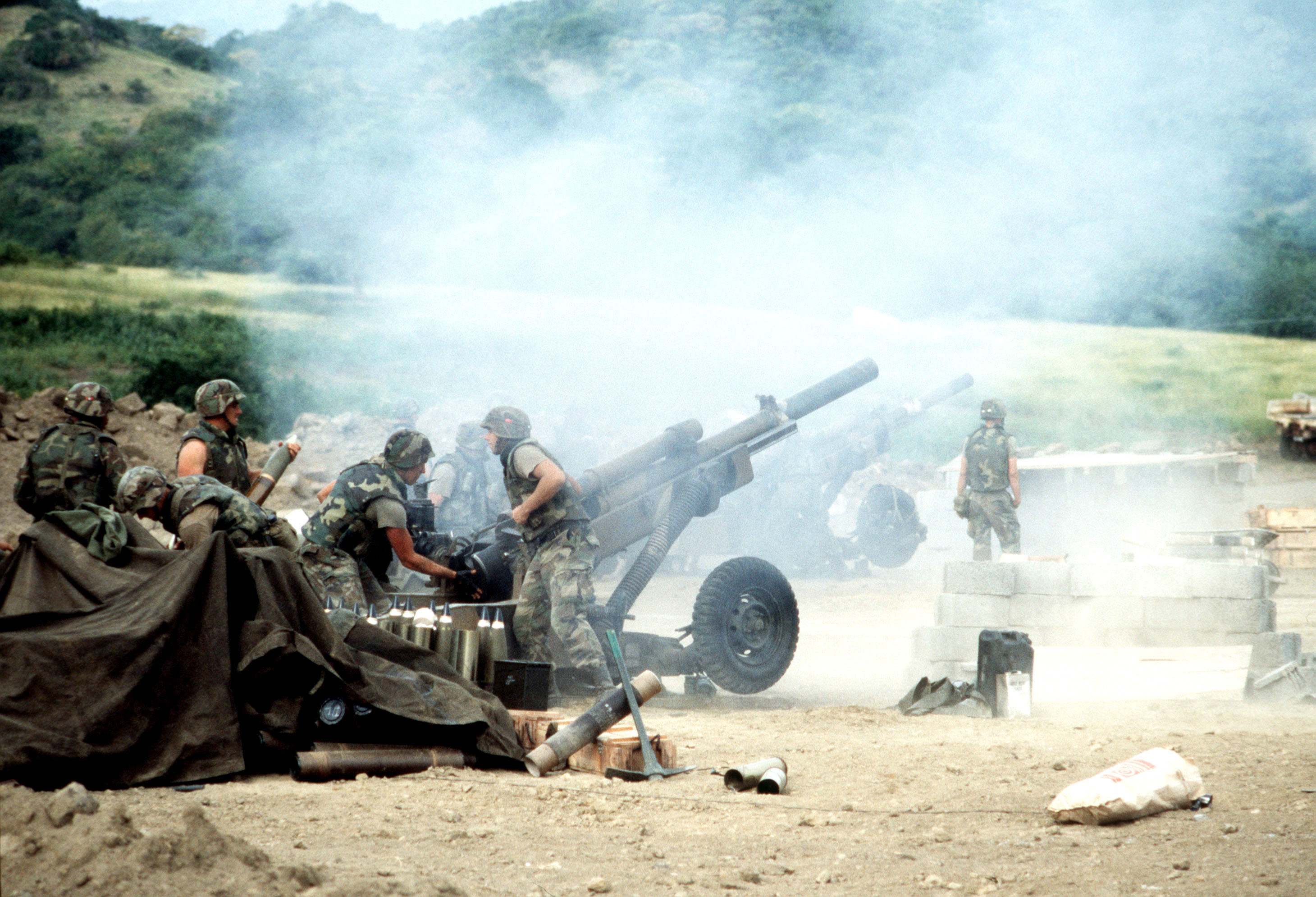
Soldati statunitensi con una M102 durante l'Operazione Urgent Fury

Guerra asimmetrica è un'espressione che, in origine, si riferiva a una situazione di conflitto armato tra due o più soggetti (di diritto internazionale pubblico), o gruppi, le cui rispettive forze militari differissero in modo significativo.

## Polemologia
Gli specialisti contemporanei di scienze militari tendono ad ampliare la portata della definizione di asimmetria, fino a ricomprendervi anche casi in cui essa si realizza a livello di strategia o tattica; in questo senso, la guerra asimmetrica può indicare un conflitto in cui le risorse dei belligeranti sono diverse nell'essenza e nel combattimento, interagiscono e tentano di sfruttare le debolezze caratteristiche del rispettivo avversario. 
Tali contrapposizioni spesso implicano strategie e tattiche di guerra non convenzionale, in cui i combattenti "più deboli" cercano di usare una strategia a sorpresa, in grado di compensare le proprie carenze quantitative e qualitative.

## Diritto
Se la potenza più debole si trova in una posizione aggressiva o ricorre a tattiche vietate dalle leggi di guerra (jus in bello), il suo successo può dipendere dall'astensione della potenza superiore nel ricorrere a tattiche simili. Ad esempio, la legge sulla guerra terrestre vieta l’uso di una bandiera di tregua o di veicoli sanitari contrassegnati come copertura per un attacco o un’imboscata: tuttavia, se un combattente asimmetrico utilizza questa tattica proibita a proprio vantaggio, il successo dipenderà dall'obbedienza della potenza superiore alla legge corrispondente. 
Alcune di queste prescrizioni sono infatti legate al principio di reciprocità, mentre altre sono frutto di norme inderogabili o di ius cogens: la violazione - da parte della potenza inferiore - delle leggi di guerra che proibiscono ai combattenti di utilizzare insediamenti, popolazioni o strutture civili come basi militari, ad esempio, pone la potenza superiore nel dilemma se ricambiare il comportamento ricadendo nel medesimo illecito internazionale, continuare a rispettare la legge che l’altra sta violando; ciò può dipendere dal desiderio di mantenersi aderenti ad un universo valoriale espresso dalla normativa, dalla convinzione che vantaggio propagandistico supererà la perdita materiale, ovvero semplicemente dalla persuasione che la vittoria porterà ad una resa incondizionata del nemico, nell'ambito della quale perseguire gli autori del crimine internazionale corrispondente.

## Esempi storici
Un esempio rappresentativo è rappresentato dal racconto biblico che vide Davide sconfiggere il gigante Golia, non affrontandolo sul suo stesso piano, ma affrontandolo con una modalità inattesa dal nemico. Casi di contrapposizioni belliche asimmetriche sono frequenti nella storia: in età contemporanea si può trovare una pura forma di guerra asimmetrica nella Seconda guerra del Golfo in cui la disparità tra i contendenti investiva tutti gli aspetti (dall'inferiorità numerica e di mezzi, a quella tattico-strategica), in cui i miliziani usavano ragazzi, donne o sé stessi come attentatori suicidi, indossando cinture "kamikaze" e lanciandosi contro gli Humvee e gli Abrams americani in contesti urbani, mentre sulle strade venivano posizionati ordigni esplosivi improvvisati (IED) per colpire e distruggere i veicoli alla testa dei convogli.